# Front 2 Back
Front 2 Back è il secondo singolo del rapper statunitense Xzibit estratto dall'album "Restless". È stato prodotto da Rockwilder.

## Informazioni
Il testo della canzone è stato scritto dallo stesso Xzibit.
"Front 2 Back" non è riuscita a classificarsi all'interno della Billboard Hot 100, ma ha raggiunto la posizione n.65 nella Hot R&B/Hip-Hop Songs e la n.42 nella Hot Rap Tracks.

## Videoclip
Il videoclip della canzone è stato diretto da Diane Martel. Nella scena iniziale Xzibit rappa mentre è a bordo di un'automobile in corsa in compagnia di altre persone. L'automobile si ferma poi davanti all'entrata di un motel, Xzibit vi entra e nella scena successiva si vede lui in camera da letto circondato da alcune ragazze in biancheria intima. Scene successive mostrano il rapper mentre continua a rappare stavolta in un'officina e in altre stanze del motel, dove sono sempre presenti le solite ragazze.

## Tracce
1. "Front 2 Back" (Edited Version)
2. "Front 2 Back" (Album Version)
3. "Front 2 Back" (Instrumental)

## Posizioni in classifica
| Chart (2001)                          | Posizione massima |
| ------------------------------------- | ----------------- |
| Billboard Hot R&B/Hip-Hop Songs (USA) | 65                |
| Billboard Hot Rap Tracks (USA)        | 42                |